# Pseudechiniscus spinerectus
Pseudechiniscus spinerectus is een soort in de taxonomische indeling van de beerdiertjes (Tardigrada). 
Het diertje behoort tot het geslacht Pseudechiniscus en behoort tot de familie Echiniscidae. De wetenschappelijke naam van de soort werd voor het eerst geldig gepubliceerd in 2001 door Pilato, Binda, Napolitano & Moncada.